# ジェラール・ド・ネルヴァル
ジェラール・ド・ネルヴァル（Gérard de Nerval, 1808年5月22日 - 1855年1月26日）は、19世紀に活躍したフランスのロマン主義詩人。
その詩作品には、象徴派・シュルレアリスムの要素が認められ、20世紀後半より再評価が進んだ。ゲーテ『ファウスト』の紹介・翻訳や、『ドイツ詩選』の執筆など、新しいドイツ文学の紹介者としても活躍した。1855年、首を吊って自殺。主な作品に『火の娘』、『オーレリア、あるいは夢と人生』、『ローレライ』、『幻想詩集』がある。

## 生涯
ジェラール・ド・ネルヴァルは1808年5月22日（日曜日）、現在のパリ4区サン・マルタン通り168番地 (168 Rue Saint-Martin) に生まれた。父はナポレオンの大陸軍の軍医であった。ジェラールが2歳の時、父と共に赴いたシレジアで母が亡くなり、母方の大叔父アントワーヌ・ブーシェによりモルトフォンテーヌのヴァロア地方にあった別荘で養育されることとなった。1814年に父が帰還するとパリに移るが、しばしば後の小説で回想されるこの土地をジェラールは定期的に訪れていた。
1822年にリセ・シャルルマーニュに入学し、テオフィル・ゴーティエと知り合った。在学中の1829年、20歳の時に『ファウスト』、その他のゲーテの諸作品、ホフマンの翻訳で脚光を浴びた。これらの翻訳は長きに亘り、望み得る最良のものという評判を保ち続けた。1827年10月に刊行された『ファウスト』の初版は、この傑作の第1部のみ（当時は第1部の存在しか知られていなかった）で、「ジェラール」とだけ署名されていた。ゲーテはこの翻訳を高く評価し、もし自身がフランス語でファウストを書かねばならぬとしたらこう書いたであろう、とまで言った。作曲家のエクトル・ベルリオーズは、この翻訳からオペラ『ファウストの劫罰』の着想を得た。
ネルヴァルはテオフィル・ゴーティエ、ヴィクトル・ユーゴー、アレクサンドル・デュマと親交があった。ペトリュス・ボレルと共に「若きフランス派」の最初のメンバーとなった。1830年2月25日に初公演のさなかで巻き起こった「エルナーニ合戦」ではユゴーを積極的に支持した。1835年には、ロマン派グループが集まるドワイエンヌ通りのカミーユ・ルージエの家に居を定めた。1846年にはモンマルトルの「霧の城」に住んだ。ネルヴァルは1852年に出版された現代演劇に関する著作の中でこの時代のことを語っている。

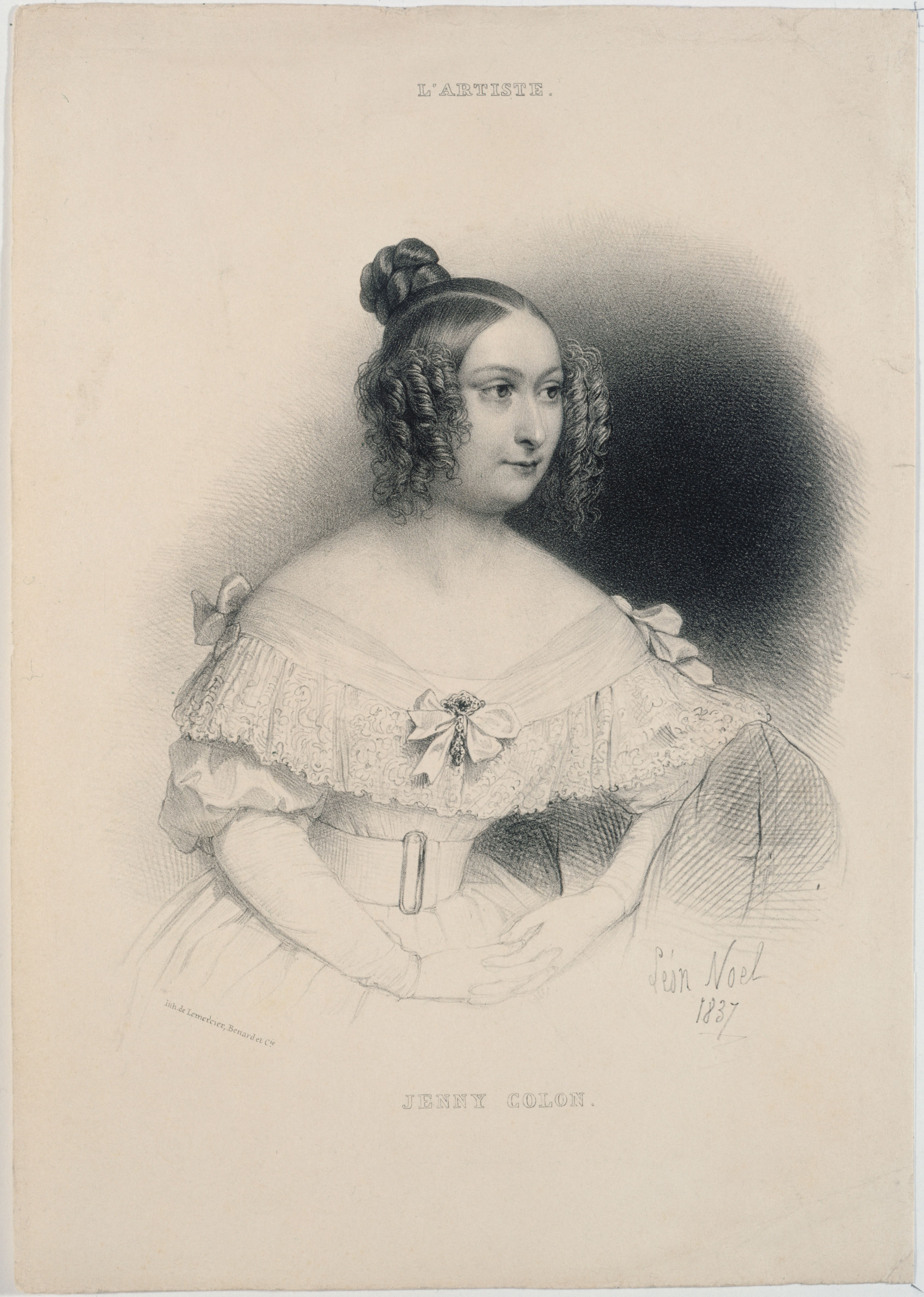
ジェニー・コロン

1836年、女優ジェニー・コロンに夢中になったが、彼女は応えなかった。ネルヴァルは彼女の死後も変わらず崇拝を続けた。亡き母の面影に、マリア、イシス、シバの女王といった理想の女性が、ネルヴァルの思考に特徴的なサンクレティスムの中で混ざ合った。1841年以降、ネルヴァルは度重なる精神錯乱の発作に見舞われ、ブランシュ医師の精神病院にかかるようになり、施設での逗留と、ドイツと中東への旅とを交互にした。
1844年から1847年にかけて、ネルヴァルはベルギー、オランダ、ロンドンを旅し、探訪記や印象記を書いた。この時期には、短篇小説家、オペラの台本作家、友人ハインリヒ・ハイネの詩（選集は1848年に出版）の翻訳者としても活動した。これ以降、ネルヴァルは物質・精神の両面で苦境に置かれながらも、主な傑作を残した。ブランシュ医師の勧めで自らの情念を浄化すべく、『火の娘』（1950-54年）、『オーレリア、あるいは夢と人生』(1853-1854年)を書いた。1851年、『東方旅行記』を発表。
ネルヴァルは1853年10月22日付のブランシュ医師への手紙で、シリアを旅行中にドゥルーズ派の密儀を授けられ、その教団で最も高い位階の一つである「ルフィ」にまで達するであろうと断言した。ネルヴァルの全作品は神秘主義、象徴主義、とりわけ錬金術的なものに強く染まっていた。

### 死

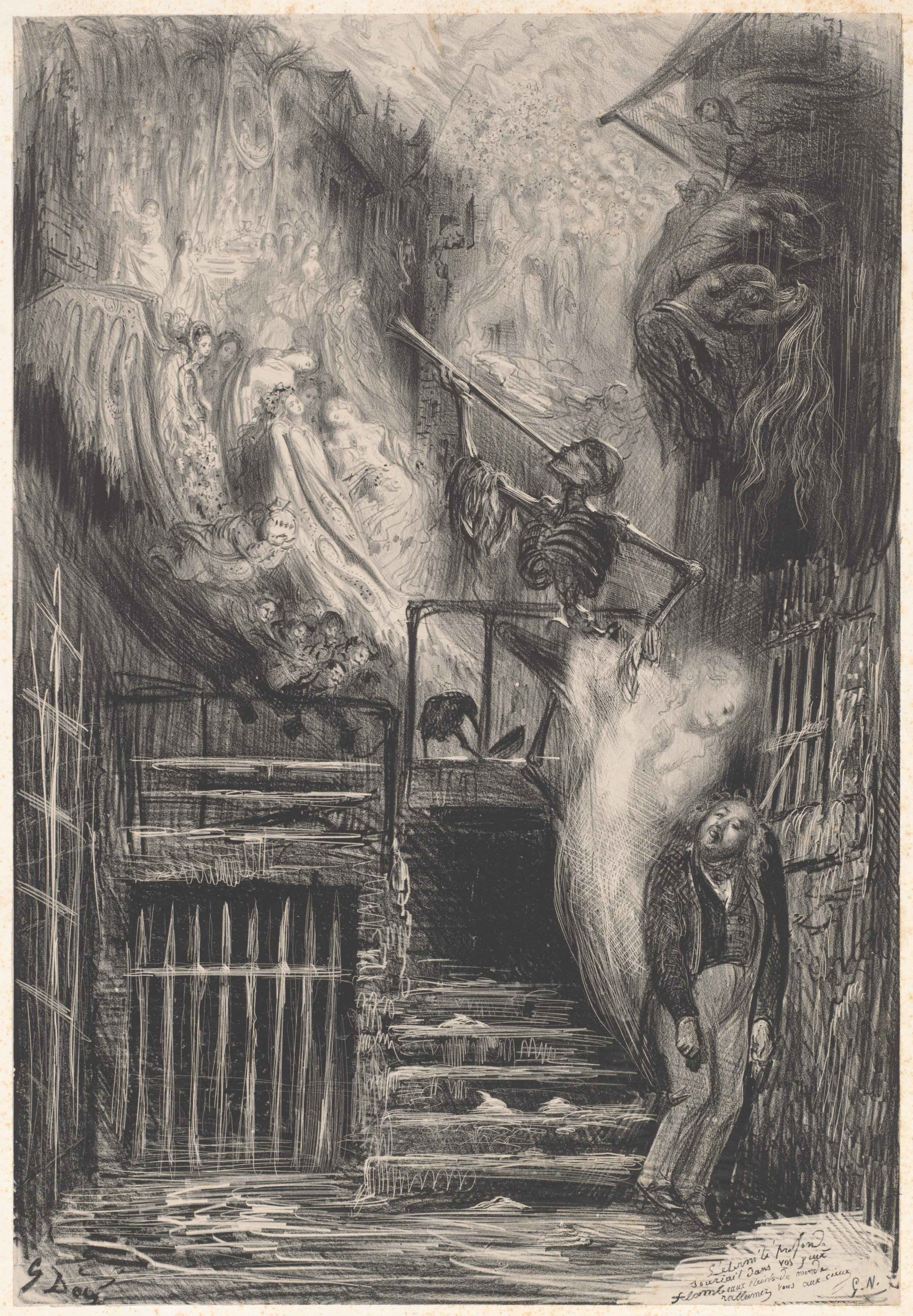
ギュスターヴ・ドレ『ジェラール・ド・ネルヴァルの自殺』

1855年1月26日、ヴィエイユ＝ランテルヌ（古いランタン）通り――ボードレールに言わせると見出し得る最も汚い一角――の下水道の鉄格子で首を吊っているネルヴァルが発見された。友人たちは、この悪名高い場所でいつもの散歩をしているところを浮浪者たちに殺害されたのではないかという仮説を述べたが、おそらくネルヴァルは自殺したものであろう。しかしながら、普通なら絞首の際の体の動きで落ちたであろう帽子が頭に乗った状態で発見されたので疑問は残る。冬を越すのに充分な額である（とネルヴァルが言う）300フランを求める手紙が発見された。
ネルヴァルの葬儀はパリのノートルダム大聖堂で執り行われた。自殺ではあったが、精神状態のためであったと見なされ、カトリックの葬儀が許された。テオフィル・ゴーティエとアルセーヌ・ウセがネルヴァルのためにペール・ラシェーズ墓地の永代使用料を支払った。知人のマクシム・デュ・カン『文学的回想』に詳しい肖像がある。

## 後世への影響
1884年にラフカディオ・ハーンが、『東方紀行』について「狂える浪漫主義者」と題する評論を発表。
アンドレ・ブルトンは、ネルヴァルが夢の意味に執着したことを強調し、シュルレアリスム運動に影響を与えた。『シュルレアリスム宣言』では、『火の娘』のアレクサンドル・デュマに宛てた献辞で、ネルヴァルが『シメール』のソネを書いている時に彼を訪れた「『超自然的』夢想状態」に言及していることを取り上げている。
マルセル・プルーストとルネ・ドーマルもまたこの重要な作品に大きな影響を受けた。
アントナン・アルトーはネルヴァルに、彼の言うところの「自身の意識に対抗するために神秘的な仕方で同盟を結んだ」社会的な自殺（社会がさせた自殺）を見出した。
20世紀前半の日本では、作家・中村真一郎が若き日に、東大仏文科の卒業論文に選んだ（当時フランス本国でもほとんど知られていない詩人だったので、パリの古書店に注文すると、ほとんどの著作が容易に入手できたと回想している）。中村による訳書は、戦中、戦後まもなくに『暁の女王と精霊の王の物語』（白水社）『火の娘』（青木書店）『ボヘミヤの小さな城』（創元社）が出版された。
フランスのシンガーソングライター ノルウェン・ルロワ は、2005 年の曲 「London Fantasy」("Le soir dans mon lit / C'est Nerval que je lis / Surtout Fantaisie") と彼女の 2012 年の曲 「Ophélia」 で ネルヴァル に触発されました。

## 逸話
- 不信心を咎められた時にネルヴァルは「俺に信心がないって？信心なら17個も持っているぜ！」と叫んだ。
- 自分の肖像写真の下にネルヴァルはこう書いた：「私は他人だ。」

## 作品

### 小説・散文
- La Main de gloire, histoire macaronique 1832年
- Raoul Spifame, seigneur des Granges 1839年 （伝記小説）
- Histoire véridique du canard 1845年
- Scènes de la vie orientale 1846-1847年
- Le Marquis de Fayolle 1849年（未完）
- Le Diable rouge, almanach cabalistique pour 1850
- Les Confidences de Nicolas 1850年
- Les Nuits du Ramazan 1850年
- Les Faux Saulniers, histoire de l’abbé de Bucquoy 1851年
- 『東方紀行（フランス語版）』（または『東方旅行記』）Voyage en Orient 1851年
- Contes et facéties 1852年
- 『粋な放浪生活』La Bohème galante 1852年
- 『ローレライ--ドイツの思い出』Lorely, souvenirs d’Allemagne 1852年
- 『幻視者たち』Les Illuminés 1852年
- 『シルヴィ（フランス語版）』 "Sylvie" 1853年
- 『ボヘミアの小さな城』Petits châteaux de Bohème 1853年
- 『火の娘（フランス語版）』Les Filles du feu 1854年
- 『散策と回想』Promenades et souvenirs 1854年
- 『オーレリア、あるいは夢と人生（フランス語版）』Aurélia ou le rêve et la vie 1855年

### 詩
- Napoléon et la France guerrière, élégies nationales 1826年
- Napoléon et Talma, élégies nationales nouvelles 1826年
- L'académie ou les membres introuvables 1826年
- Le Peuple 1830年
- Nos adieux à la Chambre des Députés ou « allez-vous-en, vieux mandataires » 1831年
- Odelettes 1834年
- 『幻想詩集（シメールたち）』Les Chimères 1854年

### 戯曲
- Piquillo 1837年
- L'Alchimiste 1839年
- Léo Burckart 1839年 (アレクサンドル・デュマとの共作)
- Les Monténégrins 1849年
- Le Chariot d’enfant 1850年
- 『ハールレムの版画師』L'Imagier de Harlem 1852年

### 翻訳
- 『ファウスト』Faust 1828年
- Poésies allemandes 1830年（クロップシュトック、ゲーテなど）

### パンフレット
- Histoire véridique du canard, dans Monographie de la presse parisienne 1842年（バルザックと共作）

### 訳書一覧
- 『ネルヴァル全集』は、筑摩書房で旧版 全3巻（1975-76年）と新版 全6巻（1997-2003年）が刊行。

- 『暁の女王と精霊の王の物語』（Histoire de la Reine du Matin et du Prince des Génies）
  - 中村真一郎訳、白水社 1943、角川文庫 1952、復刊1989
- 『東方の旅』1851年。上記は後半の一部
  - 「東方紀行」篠田知和基訳、国書刊行会 世界幻想文学大系（2分冊）、1984
- 『粋な放浪生活』1852年
  - 美はしき放浪　森下辰夫訳 大翠書院 1948
- 『ローレライ――ドイツの思い出』1852年
  - 「ローレライ」篠田知和基訳、思潮社 1994
- 『幻視者たち』1852年
  - 「幻視者 あるいは社会主義の先駆者たち」入沢康夫訳 現代思潮社（上下）1968
- 『ボヘミアの小さな城』1853年
  - 「ボヘミヤの小さな城」 中村真一郎訳 創元社 1950、旧河出文庫 1955
- 『火の娘――アンジェリーク、シルヴィ、ジェミー、イシス、エミリー、オクタヴィー、シメールたち』1854年
  - 中村真一郎訳、青木書房 1941、角川書店 1948、新潮文庫 1951 復刊1993
  - 入沢康夫訳、新集世界の文学8：中央公論社、1970　
  - 篠田知和基訳、思潮社 1987、新版1994
  - 「火の娘たち」中村真一郎・入沢康夫訳、ちくま文庫、2003
  - 「火の娘たち」野崎歓訳、岩波文庫、2020
- 『シメールたち』1854年
  - 『ネルヴァル全詩』 篠田知和基訳、思潮社 1981、新版1994
  - 『世界名詩集12 ジェラール・ド・ネルヴァル』中村真一郎訳、平凡社 1968 「小歌詞」「抒情」「幻想詩篇」
- 『オーレリア、あるいは夢と人生』1855年
  - 「夢と人生」 佐藤正彰訳、岩波文庫 1937、復刊1983、筑摩書房 1948、創元文庫 1952　
  - 「オーレリア」稲生永訳、新集世界の文学8：中央公論社、1970　
  - 「オーレリア　夢と生」篠田知和基訳、思潮社 1986
- 『阿呆の王』篠田知和基訳、思潮社 1972、新版1980・1994

## 伝記・研究書籍
- クロード・ピショワ／ミシェル・ブリックス『ネルヴァル伝』

田口亜紀、辻川慶子、畑浩一郎訳、水声社、2024年
- 井田三夫『ネルヴァルの幻想世界　その虚無意識と救済願望』 慶應義塾大学出版会、2005年
- 大浜甫『イシス幻想　ネルヴァルの文学とロマン主義の時代』 芸立出版、1986年
- 田村毅『ジェラール・ド・ネルヴァル　幻想から神話へ』 東京大学出版会、2006年
- 野崎歓『異邦の香り　ネルヴァル『東方紀行』論』 講談社、2010年／講談社文芸文庫、2019年

## 注
1. ↑  訳書は抜粋版（戸田吉信訳、冨山房百科文庫、1980年）
2. ↑  中村真一郎解説『暁の女王と精霊の王の物語』角川文庫 1952年・復刊1989年
3. ↑  巌谷國士訳『シュルレアリスム宣言・溶ける魚』岩波文庫 1992年